# Hammerodde Fyr
Hammerodde Fyr er et firkantet fyr på den nordlige pynt af Bornholm. Fyret blev opført i 1895 som anneksfyr til Hammeren Fyr, som blev nedlagt i 1990'erne.
Overfyrmesteren Mogens Christensen fra Allinge på Bornholm fortæller på DK4 om sit liv fra Hjelm til Hammerodde.
Han så som den første dansker sovjetiske skibe på vej mod Cuba med missiler.